# Districtul Yi-ngo
Yi-ngo (thailandeză ยี่งอ) este un district (Amphoe) al Provinciei Narathiwat, în Thailanda de sud.

## Geografie
Districtele vecine sunt amphoe-ul Bacho, amphoe-ul Mueang Narathiwat, amphoe-ul Ra-ngae și amphoe-ul Rueso.

## Istorie
Yi-ngo a fost inițial un district în provincia Sai Buri. În 1909 a fost realocat la provincia Bang Nara, provincia Narathiwat de azi.

## Administrație
Districtul este subdivizat în 6 subdistricte (tambon), care sunt subdivizate în 40 sate (muban). Yi-ngo este un orășel (thesaban tambon) care constituie părți ale tambon-ului Yi-ngo.
| Număr | Nume       | Thailandeză | Sate | Locuitori |  |
| ----- | ---------- | ----------- | ---- | --------- |  |
| 1.    | Yi-ngo     | ยี่งอ         | 7    | 8.724     |  |
| 2.    | Lahan      | ละหาร       | 8    | 7.464     |  |
| 3.    | Chobo      | จอเบาะ      | 9    | 7.603     |  |
| 4.    | Lubo Baya  | ลุโบะบายะ    | 6    | 4.102     |  |
| 5.    | Lubo Buesa | ลุโบะบือซา    | 5    | 4.570     |  |
| 6.    | Tapoyo     | ตะปอเยาะ    | 5    | 8.222     |  |

## Legături externe
- amphoe.com